# ايمانويل فرانسواز
ايمانويل فرانسواز (8 يونيو 1987 في فرنسا - ) (بالفرنسية: Emmanuel Françoise)‏ هو لاعب كرة قدم فرنسي في مركز الوسط. لعب مع إف91 دوديلانج ونادي فولا إيش ونادي كريمونيسي ونادي ميتز ونادي سي إس فيزيه.

## وصلات خارجية
- ايمانويل فرانسواز على موقع قاعدة بيانات كرة القدم.إي يو (الإنجليزية)
- ايمانويل فرانسواز على موقع Soccerway.com (الإنجليزية)
- ايمانويل فرانسواز على موقع عالم كرة القدم.نت (الإنجليزية)